# Mabra fauculalis
Mabra fauculalis là một loài bướm đêm trong họ Crambidae.